# Pasariegos
Pasariegos es una localidad española perteneciente al municipio de Villar del Buey, en la provincia de Zamora, y la comunidad autónoma de Castilla y León.

## Topónimo
Parece hacer referencia a unas pasaderas o pontones sobre una corriente fluvial, en este caso, la rivera de las Suelgas. El topónimo Pasarón, repetido en Galicia y Extremadura, debe de hacer alusión al mismo tipo de construcción, también denominada en gallego pasos, pasais, pasaos, poldras, espoldras: se trata de una alineación de piedras, aproximadamente prismáticas o cilíndricas, que dispuestas sobre un arroyo o zona encharcadiza permiten el paso a zancadas de piedra a piedra. Sorprende sin embargo la morfología de Pasariegos, pues el sufijo –iego no es instrumental, es decir, no construye el significado "aquello que sirve para (pasar)". Más esperable en este valor serían *pasar, pasaderas, *pasadorio. Véase, por ejemplo, el topónimo menor Los Pasaderos, análogo en su morfología a los nombres de lugar de la misma hoja La Resbaladera "donde el suelo es resbaladizo" o Las Entalladeras "donde es fácil quedarse entallado (encajado, encajado)". Quizás haya que interpretar el término Pasariegos con un matiz de proximidad o abundancia (cf. [campos] riveriegos "próximos a una rivera", [campos] pinariegos "abundantes en pinares"), es decir, en referencia a "un lugar próximo a" o "abundante en" vados naturales del citado arroyo. Por ejemplo, en Luelmo se constata el topónimo menor Pasadiegos.

## Historia
En la Edad Media, Pasariegos quedó integrado en el Reino de León, época en que habría sido repoblado por sus monarcas en el contexto de las repoblaciones llevadas a cabo en Sayago, pudiendo haber sido tenencia de la Orden del Temple, ya que se relaciona con esta orden la derruida Ermita de la Magdalena.
Posteriormente, en la Edad Moderna, Pasariegos estuvo integrado en el partido de Sayago de la provincia de Zamora, tal y como reflejaba en 1773 Tomás López en Mapa de la Provincia de Zamora.
Perteneció a la cuadrilla de Almeida, que era una de las cuatro en que se dividía el antiguo partido de Sayago dentro de la jurisdicción de la ciudad de Zamora.
Así, al reestructurarse las provincias y crearse las actuales en 1833, la localidad se mantuvo en la provincia zamorana, dentro de la Región Leonesa, integrándose en 1834 en el partido judicial de Bermillo de Sayago, dependencia que se prolongó hasta 1983, cuando fue suprimido el mismo e integrado en el Partido Judicial de Zamora.

## Geografía

Municipio de Villar del Buey.

Su término pertenece a la histórica y tradicional comarca de Sayago. Junto con las localidades de 
Cibanal, Formariz, Fornillos de Fermoselle, Pinilla de Fermoselle y Villar del Buey, conforma el municipio de Villar del Buey.

## Demografía
En el año 2013 contaba una población de 58 habitantes (INE 2013), de los cuales 33 son varones y 25 son mujeres.